# Graphe de Walther
Le graphe de Walther est, en théorie des graphes, un graphe possédant 25 sommets et 31 arêtes.

## Propriétés

### Propriétés générales
Le diamètre du graphe de Walther, l'excentricité maximale de ses sommets, est 8, son rayon, l'excentricité minimale de ses sommets, est 5 et sa maille, la longueur de son plus court cycle, est 4. Il s'agit d'un graphe 1-sommet-connexe et d'un graphe 1-arête-connexe, c'est-à-dire qu'il est connexe et que pour le rendre déconnecté il faut le priver au minimum de 1 sommet ou de 1 arête.

### Coloration
Le nombre chromatique du graphe de Walther est 2. C'est-à-dire qu'il est possible de le colorer avec 2 couleurs de telle façon que deux sommets reliés par une arête soient toujours de couleurs différentes. Ce nombre est minimal.
L'indice chromatique du graphe de Walther est 3. Il existe donc une 3-coloration des arêtes du graphe telle que deux arêtes incidentes à un même sommet soient toujours de couleurs différentes. Ce nombre est minimal.
Il est possible de compter les colorations distinctes d'un graphe, en fonction du nombre de couleurs autorisé. Cela donne une fonction polynomiale et le polynôme qui lui est associé est qualifié de polynôme chromatique.  Ce polynôme admet pour racines tous les entiers positifs ou nuls strictement inférieurs à 2 et est de degrés 25. Il est égal à : {\displaystyle (x-1)^{6}x(x^{18}-25x^{17}+300x^{16}-2299x^{15}+12628x^{14}-52894x^{13}+175460x^{12}-472433x^{11}+1049511x^{10}-1943924x^{9}+3019754x^{8}-3940974x^{7}+4309232x^{6}-3915626x^{5}+2909275x^{4}-1716244x^{3}+761343x^{2}-227522x+34489)}.

### Propriétés algébriques
Le groupe d'automorphismes du graphe de Walther ne contienne que l'élément neutre. Il est donc d'ordre 1. Cela fait du graphe de Walther un graphe asymétrique.
Le polynôme caractéristique   de la matrice d'adjacence du graphe de Walther est : {\displaystyle -x^{3}(x^{22}-31x^{20}+411x^{18}-3069x^{16}+14305x^{14}-43594x^{12}+88418x^{10}-119039x^{8}+103929x^{6}-55829x^{4}+16539x^{2}-2040)}.